# Aéroport international Dr. Joaquin Balaguer
Pour les articles homonymes, voir JBQ.
L'Aéroport international La Isabela - Dr Joaquín Balaguer code IATA : JBQ • code OACI : MDJB est un aéroport de la République dominicaine. Il est souvent nommé El Higüero en raison de sa situation géographique sur la localité du même nom, à 10 kilomètres au nord-ouest de Saint-Domingue. Il a commencé à opérer le 23 février 2006. Il était destiné à remplacer l'aéroport international de Herrera, situé au centre de la capitale. Il est affecté essentiellement aux vols intérieurs et à l'aviation civile.

## Situation
| Barahona Constanza La Romana Pedernales Monte Cristi Punta · Cana Samaná · A. Barril Samaná · El Catey Puerto Plata Santiago Saint-D. · Las Américas Saint-D. · La Isabela |

## Description
Destiné à l'aviation civile et aux compagnies d'aviation dominicaines, l'aéroport Dr Joaquín Balaguer est celui qui comprend le plus grand nombre de hangars de tous les aéroports du pays. La tour de contrôle mesure 36 mètres et est équipée d'un système moderne de sécurité aéroportuaire. Le terminal de 5 425 m2 peut accueillir jusqu'à 360 passagers simultanément.

## Statistiques
Pour des raisons techniques, il est temporairement impossible d'afficher le graphique qui aurait dû être présenté ici.

Voir la requête brute et les sources sur Wikidata.

## Compagnies et destinations
| Compagnies      | Destinations |
| --------------- | --- |
| Air Century     | Aruba-Reine-Beatrix, Curaçao, Puerto Plata - Gregorio Luperón, Punta Cana, San Juan - Luis-Muñoz-Marín, Santiago - Cibao, Saint-Martin - Princesse-Juliana |
| Sunrise Airways | Port-au-Prince T. Louverture, Cap-Haïtien |

Édité le 10/11/2020